# Masaya (departament)
Masaya – jeden z 15 departamentów Nikaragui, położony w zachodniej części kraju, między jeziorami Managua i Nikaragua. Najmniejszy i zarazem najgęściej zaludniony departament tego kraju. Ośrodkiem administracyjnym jest miasto Masaya (89,0 tys. mieszk.), w którym mieszka ponad 1/3 ludności departamentu. 

## Gminy (municipios)
1. Catarina
2. La Concepción
3. Masatepe
4. Masaya
5. Nandasmo
6. Nindirí
7. Niquinomo
8. San Juan de Oriente
9. Tisma